# Arctic Winter Games
Die Arctic Winter Games sind eine alle zwei Jahre stattfindende Sportveranstaltung, an der Menschen teilnehmen, die in Gemeinden oder Ländern leben, die an den Arktischen Ozean grenzen.

## Geschichte
Die Arctic Winter Games wurden 1969 unter der Leitung des Gouverneurs von Alaska, Walter J. Hickel, Stuart M. Hodgson, Commissioner der Northwest Territories, und Yukon Commissioner James Smith gegründet. Die Idee, „ein Forum bereitzustellen, in dem Athleten aus dem zirkumpolaren Norden zu ihren eigenen Bedingungen und auf ihrem eigenen Terrain antreten können“, kam von Cal Miller, einem Berater des Yukon-Teams bei den kanadischen Winterspielen 1967.
1970 kamen in Yellowknife, Kanada, 500 Athleten, Trainer und Funktionäre zu den ersten Arctic Winter Games zusammen. Die Teilnehmer kamen aus den Northwest Territories, Yukon und Alaska. Seitdem wurden die Spiele mehr als 25 Mal an verschiedenen Orten und mit immer mehr Teilnehmern aus immer mehr Orten in der Arktisregion abgehalten. Die Spiele im Jahr 2002 waren die ersten gemeinsam veranstalteten Arktischen Winterspiele von Nuuk und Nunavut.

## Teilnehmer
Seit 2006 sind es immer dieselben neun Teilnehmergebiete.
| Gebiet                    | Jahr | Jahr | Jahr | Jahr | Jahr | Jahr | Jahr | Jahr | Jahr | Jahr | Jahr | Jahr | Jahr | Jahr | Jahr | Jahr | Jahr | Jahr | Jahr | Jahr | Jahr | Jahr | Jahr | Jahr | Jahr | Jahr |
| Gebiet                    | 70   | 72   | 74   | 76   | 78   | 80   | 82   | 84   | 86   | 88   | 90   | 92   | 94   | 96   | 98   | 00   | 02   | 04   | 06   | 08   | 10   | 12   | 14   | 16   | 18   | 23   |
| ------------------------- | ---- | ---- | ---- | ---- | ---- | ---- | ---- | ---- | ---- | ---- | ---- | ---- | ---- | ---- | ---- | ---- | ---- | ---- | ---- | ---- | ---- | ---- | ---- | ---- | ---- | ---- |
| Alaska                    | X    | X    | X    | X    | X    | X    | X    | X    | X    | X    | X    | X    | X    | X    | X    | X    | X    | X    | X    | X    | X    | X    | X    | X    | X    | X    |
| Nordwestliche Territorien | X    | X    | X    | X    | X    | X    | X    | X    | X    | X    | X    | X    | X    | X    | X    | X    | X    | X    | X    | X    | X    | X    | X    | X    | X    | X    |
| Yukon                     | X    | X    | X    | X    | X    | X    | X    | X    | X    | X    | X    | X    | X    | X    | X    | X    | X    | X    | X    | X    | X    | X    | X    | X    | X    | X    |
| Nunavik                   | —    | X    | X    | X    | —    | —    | —    | —    | X    | —    | —    | —    | —    | —    | —    | X    | X    | X    | X    | X    | X    | X    | X    | X    | X    | X    |
| Alberta Nord              | —    | —    | —    | —    | —    | —    | —    | —    | X    | X    | X    | X    | X    | X    | X    | X    | X    | X    | X    | X    | X    | X    | X    | X    | X    | X    |
| Grönland                  | —    | —    | —    | —    | —    | —    | —    | —    | —    | —    | X    | X    | X    | X    | X    | X    | X    | X    | X    | X    | X    | X    | X    | X    | X    | X    |
| Russland                  | —    | —    | —    | —    | —    | —    | —    | —    | —    | —    | —    | X    | —    | —    | —    | —    | —    | —    | —    | —    | —    | —    | —    | —    | —    | —    |
| Magadan                   | —    | —    | —    | —    | —    | —    | —    | —    | —    | —    | —    | —    | X    | X    | X    | X    | X    | X    | —    | —    | —    | —    | —    | —    | —    | —    |
| Tjumen                    | —    | —    | —    | —    | —    | —    | —    | —    | —    | —    | —    | —    | X    | X    | X    | —    | —    | —    | —    | —    | —    | —    | —    | —    | —    | —    |
| Tschukotka                | —    | —    | —    | —    | —    | —    | —    | —    | —    | —    | —    | —    | —    | —    | —    | X    | X    | —    | —    | —    | —    | —    | —    | —    | —    | —    |
| Nunavut                   | —    | —    | —    | —    | —    | —    | —    | —    | —    | —    | —    | —    | —    | —    | —    | X    | X    | X    | X    | X    | X    | X    | X    | X    | X    | X    |
| Sápmi                     | —    | —    | —    | —    | —    | —    | —    | —    | —    | —    | —    | —    | —    | —    | —    | —    | —    | X    | X    | X    | X    | X    | X    | X    | X    | X    |
| Jamal                     | —    | —    | —    | —    | —    | —    | —    | —    | —    | —    | —    | —    | —    | —    | —    | —    | —    | X    | X    | X    | X    | X    | X    | X    | X    | X    |

## Austragungsorte
Die Spiele fanden schon in den USA, Kanada und Grönland statt.
| Jahr | Austragungsort            | Land     |
| ---- | ------------------------- | -------- |
| 1970 | Yellowknife               | Kanada   |
| 1972 | Whitehorse                | Kanada   |
| 1974 | Anchorage                 | USA      |
| 1976 | Schefferville             | Kanada   |
| 1978 | Hay River/Pine Point      | Kanada   |
| 1980 | Whitehorse                | Kanada   |
| 1982 | Fairbanks                 | USA      |
| 1984 | Yellowknife               | Kanada   |
| 1986 | Whitehorse                | Kanada   |
| 1988 | Fairbanks                 | USA      |
| 1990 | Yellowknife               | Kanada   |
| 1992 | Whitehorse                | Kanada   |
| 1994 | Slave Lake                | Kanada   |
| 1996 | Chugiak/Eagle River       | USA      |
| 1998 | Yellowknife               | Kanada   |
| 2000 | Whitehorse                | Kanada   |
| 2002 | Nuuk                      | Grönland |
| 2002 | Iqaluit                   | Kanada   |
| 2004 | Wood Buffalo              | Kanada   |
| 2006 | Kenai Peninsula Borough   | USA      |
| 2008 | Yellowknife               | Kanada   |
| 2010 | Grande Prairie            | Kanada   |
| 2012 | Whitehorse                | Kanada   |
| 2014 | Fairbanks                 | USA      |
| 2016 | Nuuk                      | Grönland |
| 2018 | Hay River/Fort Smith      | Kanada   |
| 2020 | Whitehorse (cancelled)    | Kanada   |
| 2023 | Wood Buffalo              | Kanada   |
| 2024 | Matanuska-Susitna Borough | USA      |
| 2026 | Yamal-Nenets              | Russland |
| 2028 | Northwest Territories     | Kanada   |

## Hodgson-Trophäe
Die Hodgson-Trophäe für Fairplay und Teamgeist wird am Ende jedes Spiels verliehen. Die Trophäe ist nach Stuart Milton Hodgson, dem ehemaligen Commissioner der Northwest Territories, benannt.
| Gewinner                  | Jahr      |
| ------------------------- | --------- |
| Alaska                    | 1978      |
| Yukon                     | 1980–1988 |
| Alaska                    | 1990      |
| Nordwestliche Territorien | 1992      |
| Grönland                  | 1994      |
| Nordwestliche Territorien | 1996      |
| Yukon                     | 1998      |
| Nunavut                   | 2000      |
| Grönland                  | 2002      |
| Nunavut                   | 2004      |
| Alaska                    | 2006      |
| Nunavut                   | 2008      |
| Alaska                    | 2010      |
| Nunavut                   | 2012      |
| Grönland                  | 2014      |
| Alaska                    | 2016–2018 |

## Sportarten
Insgesamt 29 Sportarten waren bei den Arctic Winter Games vertreten. Arctic Sports, Badminton, Skilanglauf, Eishockey und Volleyball sind die einzigen Sportarten, die in allen Ausgaben der Arctic Winter Games dabei waren.
| Sportart                    | Jahr | Jahr | Jahr | Jahr | Jahr | Jahr | Jahr | Jahr | Jahr | Jahr | Jahr | Jahr | Jahr | Jahr | Jahr | Jahr | Jahr | Jahr | Jahr | Jahr | Jahr | Jahr | Jahr | Jahr | Jahr | Jahr |
| Sportart                    | 70   | 72   | 74   | 76   | 78   | 80   | 82   | 84   | 86   | 88   | 90   | 92   | 94   | 96   | 98   | 00   | 02   | 04   | 06   | 08   | 10   | 12   | 14   | 16   | 18   | 23   |
| --------------------------- | ---- | ---- | ---- | ---- | ---- | ---- | ---- | ---- | ---- | ---- | ---- | ---- | ---- | ---- | ---- | ---- | ---- | ---- | ---- | ---- | ---- | ---- | ---- | ---- | ---- | ---- |
| Alpines Skifahren           | —    | X    | —    | —    | —    | —    | —    | —    | —    | —    | —    | —    | X    | X    | —    | X    | X    | X    | X    | —    | 13   | 13   | 13   | 13   | —    | P    |
| Arktischer Sport            | d    | d    | X    | X    | X    | X    | X    | X    | X    | X    | X    | X    | X    | X    | X    | X    | X    | X    | X    | 35   | 35   | 35   | 35   | 35   | 35   | P    |
| Badminton (Details)         | X    | X    | X    | X    | X    | X    | X    | X    | X    | X    | X    | X    | X    | X    | X    | 13   | X    | 10   | 10   | 10   | 10   | 10   | 10   | 10   | 10   | 10   |
| Basketball                  | X    | X    | X    | X    | X    | X    | X    | —    | X    | X    | X    | X    | X    | X    | X    | X    | X    | X    | X    | 2    | 2    | 2    | 2    | 2    | 2    | P    |
| Biathlon                    | —    | —    | X    | —    | —    | —    | —    | —    | X    | X    | X    | X    | X    | X    | X    | X    | —    | X    | X    | 14   | 14   | 14   | 14   | 14   | 14   | P    |
| Bogenschießen               | —    | —    | X    | —    | —    | —    | —    | —    | —    | —    | —    | —    | —    | —    | —    | —    | —    | —    | —    | —    | —    | —    | —    | —    | —    | P    |
| Boxen                       | X    | —    | X    | —    | —    | —    | —    | —    | —    | —    | —    | —    | —    | —    | —    | —    | —    | —    | —    | —    | —    | —    | —    | —    | —    | —    |
| Broomball                   | —    | —    | —    | —    | —    | —    | —    | —    | —    | X    | —    | —    | —    | —    | —    | —    | —    | —    | —    | —    | —    | —    | —    | —    | —    | —    |
| Skilanglauf                 | X    | X    | X    | X    | X    | X    | X    | X    | X    | X    | X    | X    | X    | X    | X    | X    | X    | X    | X    | 24   | 24   | 24   | 24   | 24   | 24   | P    |
| Eisstockschießen            | X    | X    | X    | X    | X    | X    | X    | X    | X    | X    | X    | X    | X    | X    | X    | X    | X    | X    | X    | 2    | 2    | 2    | 3    | —    | 2    | P    |
| Dene-Games                  | —    | —    | —    | —    | —    | —    | —    | —    | —    | —    | X    | X    | X    | X    | X    | X    | X    | X    | X    | 24   | 24   | 24   | 24   | 24   | 24   | P    |
| Hundeschlittenrennen        | —    | —    | —    | —    | —    | —    | —    | —    | —    | —    | X    | X    | X    | X    | X    | X    | X    | X    | X    | 6    | 6    | 6    | 6    | —    | 6    | —    |
| Eiskunstlauf                | X    | X    | X    | X    | X    | X    | X    | X    | X    | X    | X    | X    | X    | X    | X    | X    | —    | X    | X    | 13   | 13   | 13   | 13   | —    | 13   | P    |
| Freestyle-Skiing            | —    | —    | —    | —    | —    | —    | —    | —    | —    | —    | —    | —    | —    | —    | —    | —    | —    | —    | —    | —    | 8    | —    | —    | —    | —    | —    |
| Futsal                      | —    | —    | —    | —    | —    | —    | —    | —    | —    | —    | —    | —    | —    | —    | —    | —    | —    | —    | —    | —    | —    | —    | —    | 5    | 5    | P    |
| Gymnastik                   | —    | —    | X    | —    | —    | —    | X    | —    | X    | X    | X    | X    | X    | X    | X    | X    | X    | X    | X    | 6    | 6    | 6    | 6    | —    | 6    | P    |
| Eishockey                   | X    | X    | X    | X    | X    | X    | X    | X    | X    | X    | X    | X    | X    | X    | X    | X    | X    | X    | X    | 3    | 3    | 3    | 3    | 2    | 3    | P    |
| Hallenfußball               | —    | —    | —    | —    | —    | X    | X    | X    | X    | X    | X    | X    | X    | X    | X    | X    | X    | X    | X    | 5    | 5    | 5    | 5    | —    | —    | —    |
| Judo                        | —    | X    | X    | X    | X    | X    | X    | —    | —    | —    | —    | —    | —    | —    | —    | —    | —    | —    | —    | —    | —    | —    | —    | —    | —    | —    |
| Schießen                    | X    | X    | X    | X    | X    | X    | X    | X    | X    | X    | X    | X    | X    | X    | X    | —    | —    | —    | —    | —    | —    | —    | —    | —    | —    | —    |
| Kurzstrecken-Eisschnelllauf | —    | —    | —    | —    | —    | —    | —    | X    | X    | X    | —    | —    | X    | X    | X    | X    | X    | X    | X    | 20   | 20   | 20   | 20   | —    | 20   | P    |
| Snowboarden                 | —    | —    | —    | —    | —    | —    | —    | —    | —    | —    | —    | —    | —    | —    | —    | X    | X    | X    | X    | 20   | 20   | 20   | 20   | 16   | 20   | P    |
| Schneeschuh-Biathlon        | —    | —    | —    | —    | X    | X    | X    | X    | X    | X    | X    | X    | X    | X    | —    | X    | —    | X    | X    | 14   | 14   | 14   | 14   | 14   | 14   | P    |
| Schneeschuhwandern          | —    | —    | X    | X    | X    | X    | X    | X    | X    | X    | X    | X    | X    | X    | X    | X    | X    | X    | X    | 14   | 14   | 14   | 14   | 14   | 14   | P    |
| Schwimmen                   | —    | —    | d    | —    | —    | —    | —    | —    | —    | —    | —    | —    | —    | —    | —    | —    | —    | —    | —    | —    | —    | —    | —    | —    | —    | —    |
| Tischtennis                 | X    | X    | X    | X    | X    | X    | X    | —    | —    | —    | —    | —    | X    | X    | X    | —    | X    | X    | X    | 14   | 14   | 12   | 12   | 12   | 12   | P    |
| Volleyball                  | X    | X    | X    | X    | X    | X    | X    | X    | X    | X    | X    | X    | X    | X    | X    | X    | X    | X    | X    | 2    | 2    | 2    | 2    | 2    | 2    | P    |
| Winter-Triathlon            | —    | —    | —    | —    | —    | —    | —    | X    | X    | X    | X    | —    | —    | —    | —    | —    | —    | —    | —    | —    | —    | —    | —    | —    | —    | —    |
| Ringen                      | —    | X    | X    | X    | X    | X    | —    | —    | —    | —    | X    | X    | X    | X    | X    | X    | X    | X    | X    | 25   | 25   | 25   | 25   | 26   | 25   | P    |

X = Der Sport war bei den Arctic Winter Games. (Anzahl Medaillen unbekannt)
12 = Der Sport wurde bei diesen Arctic Winter Games vorgestellt. Die Zahl gibt die Anzahl der Medaillenverleihungen in dieser Sportart an.
d = Demonstrationssport ohne Medaillenvergabe.
P = Der Sport soll Teil einer kommenden Ausgabe der Arctic Winter Games sein.
— = Der Sport kam in dieser Ausgabe der Arctic Winter Games nicht vor.